# Brisas de Zicatela
Brisas de Zicatela es una localidad del estado mexicano de Oaxaca, forma parte de la conurbación turística de la ciudad de Puerto Escodido, y se encuentra en el municipio de Santa María Colotepec.
Brisas de Zicatela se encuentra localizada en las coordenadas geográficas 15°50′13″N 97°02′31″O / 15.83694, -97.04194 y a una altitud de 20 metros sobre el nivel del mar, se encuentra a un kilómetro al este del núcleo central de Puerto Escondido, sin embargo, el desarrollo turístico y comercial de la zona a prácticamente conurbado ambas poblaciones, Brisas de Zicatela se encuentra formado principalmente por zonas habitacionales y algunos desarrollos turísticos inmobiliarios. De acuerdo a los resultados del Censo de Población y Vivienda de 2010 realizado por el Instituto Nacional de Estadística y Geografía, tiene una población total de 9 771 habitantes, de los cuales 4 755 son hombres y  5 016 son mujeres; siendo por tanto la mayor población del municipio de Santa María Colotepec y la número 38 del estado de Oaxaca.